# Christine Mummhardt
Christine Mummhardt, z domu Walther (ur. 27 grudnia 1951 w Dreźnie) – niemiecka siatkarka, medalistka igrzysk olimpijskich, trzykrotna medalistka mistrzostw Europy.

## Życiorys
Grająca w Niemieckiej Republiki Demokratycznej Christine Walther uczestniczyła w igrzyskach olimpijskich 1976 w odbywających się Montrealu. Zagrała we wszystkich trzech meczach fazy grupowej, wygranym pojedynku o miejsca od 5. do 8. z Peru oraz w przegranym meczu o 5. miejsce z Kubą. Pod nazwiskiem Mummhardt wystąpiła na igrzyskach olimpijskich 1980 w Moskwie. Zagrała wówczas w dwóch z trzech meczów fazy grupowej i wygranym półfinale z Bułgarią. Reprezentantki Niemiec Wschodnich zdobyły srebro po porażce we finale z reprezentacją Związku Radzieckiego. Trzykrotnie zdobywała medale mistrzostw Europy; brąz w 1975 w Jugosławii oraz dwukrotnie srebro – w 1977 w Finlandii i w 1979 we Francji.
Była zawodniczką klubu SC Dynamo Berlin w latach 1969–1982. Zdobywała z nim sześciokrotnie mistrzostwo NRD w latach 1972–1975 i 1978–1979 oraz tryumfowała w Pucharze Europy Zdobywczyń Pucharów 1977/1978.